# Chelidonium purpureipes
Chelidonium purpureipes là một loài bọ cánh cứng trong họ Cerambycidae.